# Anch

Anch

Anch (anglickým zápisem ankh), jinak též závěsný kříž nebo nilský kříž je egyptský hieroglyf znamenající život, a to jak pozemský, tak věčný. Pro Egypťany měl symbolizovat zrození, život, kde smyčka v horní části kříže představuje dno pánevní a spodní část kříže představuje penis, tedy spojení kopulačních znaků. Egyptští bohové jsou často vyobrazováni s křížem v ruce.
V době šíření křesťanství převzali symbol koptští křesťané v Egyptě. Dnes se anch používá jako amulet. 
Znaková sada Unicode reprezentuje symbol anch kódovým bodem U+2625 ☥ ANKH.

## Starověký Egypt

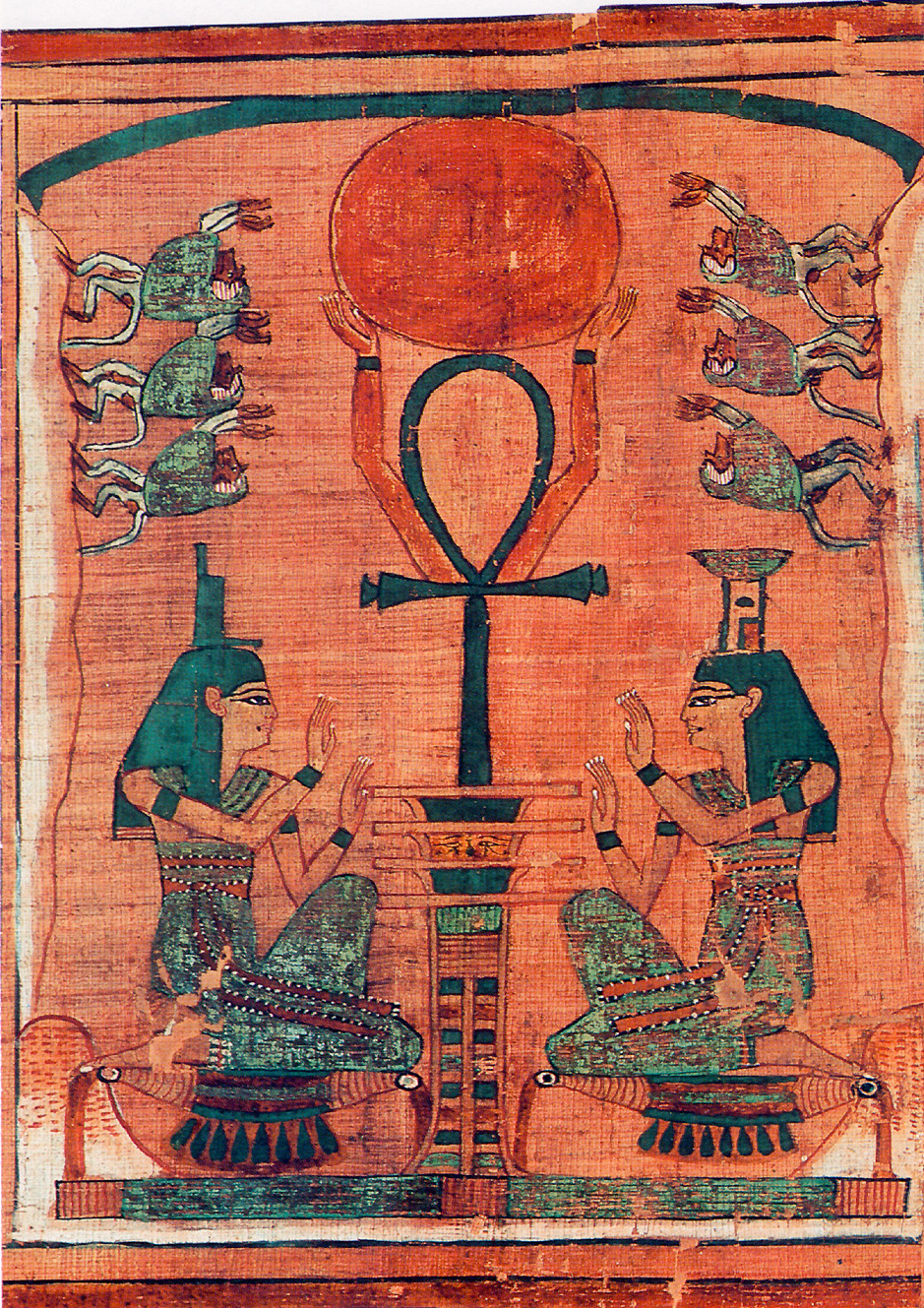
Kniha mrtvých zobrazující bohyně Eset a Nebthet

Anch je původem egyptský hieroglyf pro život, též narození, znovuzrození a oživení nebo nesmrtelnost. Velmi často se objevuje na egyptských malbách a reliéfech. Často byl tesán uvnitř pyramid, na sarkofágy zemřelých, na hole kněží či byl v kresbách kladen do rukou bohů. Z pozůstatků rozeznáme amulety a prsteny s jeho vyobrazením.

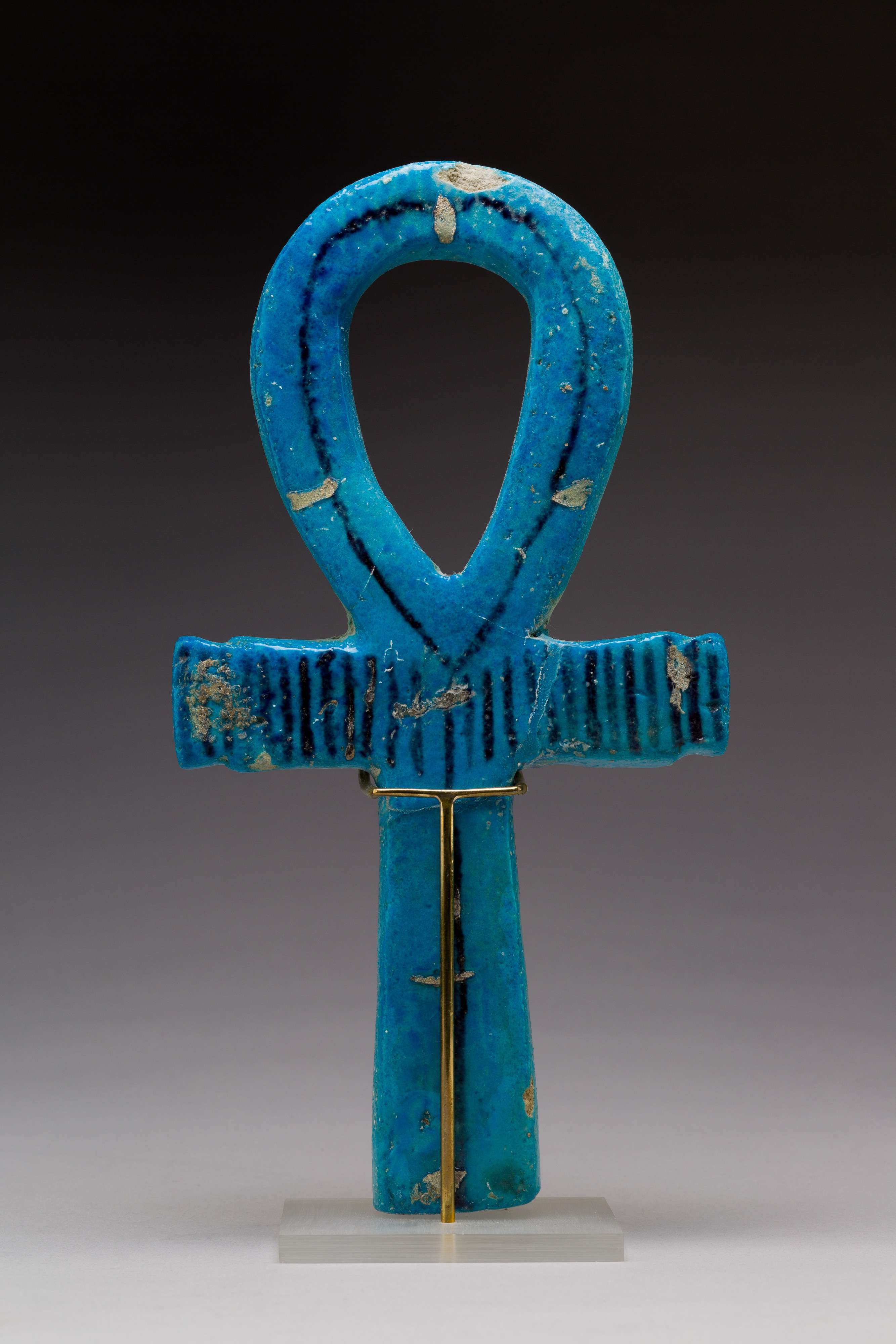
Dochovaný exemplář Anchu

Velmi často bývá vyobrazován v souvislosti s bohyní Eset (Isis), která patřila k nejuctívanějším bohům starého Egypta a jako manželka boha Usira a matka boha Hora představovala patronku života. V hrobu královny Nefertiti je bohyně zobrazena jak předává královně život symbolizovaný anchem.
Podle některých autorů vyjadřuje znak spojení symbolů aktivity a pasivity a má tak podobný význam, jaký bývá připisován všem křížům ve starověku. Jiní předpokládají, že symbol představuje magickou smyčku s kouzelnou mocí, svazující zvláštní kombinaci elementů.
Podle dalších horní kružnice značí Slunce na horizontu, vyjádřeném vodorovnou čarou. Svislá čára v tomto případě znázorňuje spojení vesmíru se zemí. V symbolu lze též spatřovat prosícího člověka s rozpaženýma rukama, či symbol ukřižování. Tvar symbolu lze odvodit z tvaru obětní lžíce. Podle nejobecnější interpretace vyjadřuje symbol kombinaci pozitivního a negativního jako např. Světlo a tma, muž a žena či život a smrt.
Jinde představuje živly jako je voda a vzduch, také je v některých spisech zmiňován jako klíč k podsvětí.

## Anch v západním esoterismu

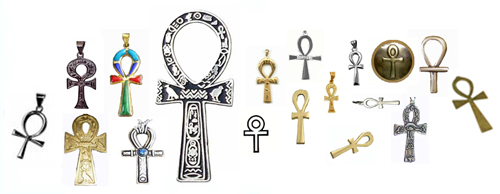
Ukázky moderních závěsů či amuletů

V esoterních či okultních kruzích bývá anch používán k léčení nemocí či hubení jejich původců. Protože jeho skutečný přínos a obliba v Egyptě je diskutabilní, je často připodobňován jako konvertor sil. Kříž má dvě strany, každá s jiným silovým působením. Tvar kříže pak funguje jako „čistič“ energie, kdy jednou stranou je nasávána negativní síla, ta po průchodu křížem je změněna na pozitivní a následně šířena ven.[zdroj?]
Dnešní použití je různé.

## Anch v populární kultuře

„Ankh Warrior“, maska Vinnieho Vincenta ze skupiny Kiss

Anch se stal od šedesátých let populární v mnoha hnutích (gotické hnutí, hippies) a byl zpopularizován také ve filmu, literatuře (Sandman) nebo mezi hudebními skupinami (Kiss, Elvis Presley, The 69 Eyes). V současné době je jedním z nejpoužívanějších egyptských amuletů. Jako symbol si ho vybral i český rapper Yzomandias
Je populární mezi příznivci novopohanských a esoterních či okultních skupin.

## Podobné symboly

Koptský kříž (crux ansata)

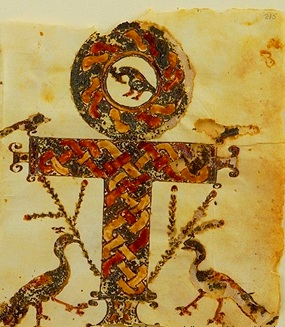
Kříž crux ansata v koptském kodexu Glazier

### Koptský kříž
Vzhledem k podobnosti symboliky křesťanského kříže se staroegyptským závěsným křížem byl anch používán prvními křesťany v Egyptě, Kopty, jako ochranný symbol. Koptští křesťané zobrazovali anch v původní podobě, ale také v mnoha variantách. Pokřesťanštěný anch s kulatějším poutkem se nazývá koptský kříž (latinsky crux ansata, doslovně kříž s držadlem). Později byla k jeho vyobrazení přidávána také řecká písmena alfa a omega, podobně jako u Kristova monogramu.
Egyptští křesťané převzali symbol nilského kříže a s mírnou úpravou jej začali na dolním toku Nilu používat jako křesťanský symbol již v prvních staletích našeho letopočtu, ovšem dále též používali rovnoramenný kříž. Později vznikl samostatný koptský rovnoramenný kříž a koptský kříž z nilského kříže života. Nápadná je rovněž podobnost nilského kříže života s jedním z typů tuarežského kříže.

Koptský (gnostický) kříž

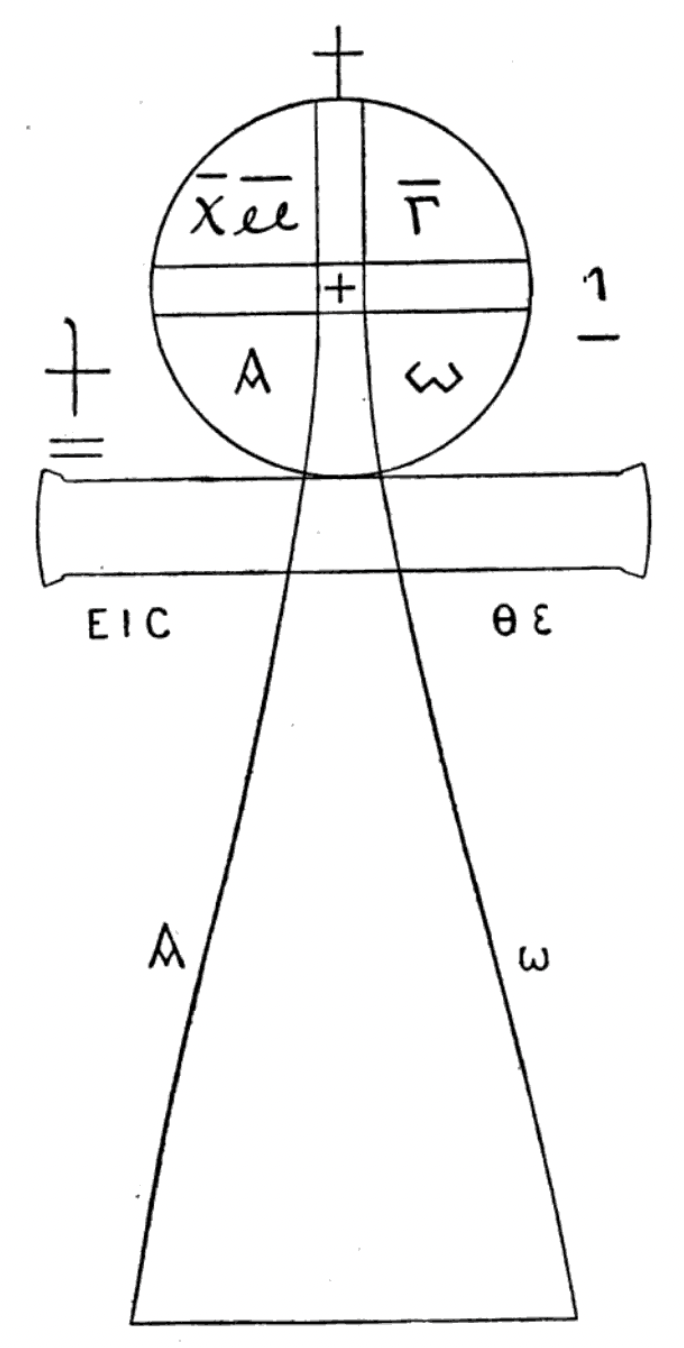
Gnostický kříž, Codex Brucianus

### Gnostický kříž
Kříž označovaný jako gnostický je obdobou křesťanského koptského kříže, který je navíc doplněn o menší rovnoramenný kříž v kulatém poutku. Tato varianta je vyobrazena v gnostickém Bruceho kodexu (Codex Brucianus). Gnostici byl pozdně antický mystický směr, který byl spjat s většinovou křesťanskou církví, ale oproti ní měl zásadně odlišné učení, jehož součástí mohlo být i zpochybňování Ježíšova ukřižování. Sekty gnostiků si až na výjimky nevytvářely vlastní samostatné církve, ale v rámci většinové církve tvořily malé komunity na okrajích církevní hierarchie. Svůj největší rozmach zažil gnosticismus v 1.–3. století našeho letopočtu.

### Antický symbol Venuše
V antice je starověkému anchu podobný symbol ( ♀ ), který je znám jako symbol Venuše, symbol ženského pohlaví, ženství a nositelky života.

## Počítačová reprezentace
Ve znakové sadě Unicode lze nalézt následující kódové body:
- U+2625 ☥ ANKH
- U+2640 ♀ FEMALE SIGN
- U+132F9 𓋹 EGYPTIAN HIEROGLYPH S034